# 活動寫眞の女
『活動寫眞の女』（かつどうしゃしんのおんな）は、1997年7月に双葉社から刊行された浅田次郎の長編小説、またそれを原作とし1999年にNHKで放映されたテレビドラマ（全6回、NHKドラマ館）。

## 書籍情報
- 単行本：1997年7月[1]、双葉社、ISBN 978-4-575-23304-9
- 文庫本：2000年5月、双葉文庫、ISBN 4-575-50719-9
- 文庫本：2003年5月20日発売[2]、集英社文庫、ISBN 4-08-747574-3
- 文庫新装版：2020年1月16日発売[3]、双葉文庫、ISBN 978-4-57-552306-5

## テレビドラマ
舞台は昭和40年代半ば、学園紛争時代の京都。京大生たちを主人公として、戦前の活動写真に出演した大部屋女優で幽霊・伏見夕霞と京大生・清家との恋愛模様を、京大近辺や太秦の撮影所を舞台に綴る物語である。

### 構成
- 第1回（1月9日）「恋」
- 第2回（1月16日）「真夜中のシネマボーイ」
- 第3回（1月23日）「青春百物語」
- 第4回（1月30日）「逢魔が刻」
- 第5回（2月6日）「夢の途中」
- 第6回（2月13日）「ラストカット」

### キャスト
- 橋龍吾：三谷薫
- 菊池麻衣子：結城早苗
- 茂山宗彦：清家忠昭
- 森口瑤子：伏見夕霞
- 田村高廣：辻正造
- 葛山信吾：忠昭の兄
- 萬田久子：下宿の女将・益世
- 森本レオ
- 岸部一徳
- 福山亜弥
- 三上市朗
- 栗塚旭
- 宮田圭子

### スタッフ
- 演出：宮崎純、兼歳正英、三鬼一希
- 脚本：宮村優子
- 題字：江頭瞳汐